# Parexarnis fugax
Parexarnis fugax is een vlinder uit de familie van de uilen (Noctuidae). De wetenschappelijke naam van de soort is, als Agrotis fugax, voor het eerst geldig gepubliceerd in 1825 door Treitschke.
De soort komt voor in Europa.